# Бруно Жермен
Бруно Жермен (фр. Bruno Germain; Орлеан, 28. април 1960) бивши је француски фудбалер.

## Каријера
Током фудбалске каријере је наступао искључиво за француске клубове. Највише успеха је имао играјући за Олимпик из Марсеља и Париз Сен Жермен.
У сезони 1990/91, играо је финале Купа европских шампиона против београдске Црвене звезде, у ком је Марсељ поражен након извођења једанаестераца.
За фудбалску репрезентацију Француске одиграо је једну утакмицу 1987. године.

## Трофеји
Олимпик Марсељ
- Лига 1 (3) : 1988/89, 1989/90, 1990/91.
- Куп Француске (1) : 1989.
- Лига 2 (1) : 1994/95.
- Куп европских шампиона: финале 1990/91.

Пари Сен Жермен
- Куп Француске (1) : 1993.